# Sarcophaga subsericans
Sarcophaga subsericans är en tvåvingeart som först beskrevs av Walker 1858.  Sarcophaga subsericans ingår i släktet Sarcophaga och familjen köttflugor. Inga underarter finns listade i Catalogue of Life.